# Bičozadi
Bičozadi (latinski: Uropygi) su red paučnjaka.

## Vanjske poveznice
|  | Zajednički poslužitelj ima još gradiva o temi Uropygi |
|  | Wikivrste imaju podatke o taksonu Uropygi             |